# بررسی عوامل موثر بر ذوب مستقیم فلز با لیزر (DMLS)
بررسی عوامل موثر بر ذوب مستقیم فلز با لیزر (DMLS). تف جوشی مستقیم لیزری فلزات که به اختصار به آن DMLS می‌گویند یکی از انواع فرآیندهای ساخت افزودنی است که امکان چاپ لایه به لایه قطعات فلزی با هندسه‌های پیچیده را مستقیماً از داده های سه بعدی CAD فراهم می‌کند.
تف‌جوشی یک فرایند حرارتی در مهندسی مواد است که در آن ذرات پودری یک ماده بدون ذوب شدن کامل، تحت تأثیر گرما و گاهی فشار به هم متصل شده و یک ساختار جامد را تشکیل می‌دهند. در روش تف جوشی مستقیم لیزری فلزات، یک لیزر پرانرژی پودر فلز را تف‌جوشی کرده و مواد را به هم متصل می‌کند تا یک ساختار جامد ایجاد شود. این کار با یک برنامه کامپوتری انجام می‌گیرد. DMLS در واقع یک فرایند شکل نهایی است و امکان تولید قطعات بسیار پیچیده و سفارشی را بدون تحمیل هزینه اضافی ناشی از پیچیدگی آن‌ها فراهم می‌کند.
DMLS برای ساخت قطعات فلزی پیچیده‌ای استفاده می‌شود که تولید آن‌ها با روش‌های سنتی دشوار است و در نتیجه، آزادی طراحی بسیار زیادی را برای طراحان فراهم می‌کند. با این حال، هنگام طراحی قطعات برای چاپ با این روش، ملاحظات خاصی در زمینه طراحی برای ساخت‌ پذیری (DFM) باید رعایت شود. DFM به تیم طراحی کمک می‌کند تا محصولی را به شکلی طراحی کنند که با فرایند ساخت موردنظر هماهنگی بیشتری داشته باشد. این رویکرد باعث می‌شود که طراحی و تولید یکپارچه‌تر شوند و مشکلاتی که ممکن است در مرحله ساخت به وجود بیایند، از همان ابتدا شناسایی و برطرف شوند.
با حذف فاصله بین طراحی و تولید، طراحان می‌توانند از تمام مزایای فرایند ساخت بهره‌مند شوند، از جمله کاهش ضایعات مواد، بهینه‌سازی زمان تولید، و کاهش هزینه‌های اضافی ناشی از اصلاحات یا تغییرات غیرضروری در مراحل بعدی. اگر اصول و دستورالعمل‌های DFM از همان مراحل اولیه طراحی رعایت شوند، می‌توانند تأثیر بسزایی در کاهش هزینه‌های تولید و کوتاه‌تر شدن زمان لازم برای عرضه محصول نهایی به بازار داشته باشند. به این ترتیب، شرکت‌ها می‌توانند محصولات خود را با کیفیت بالاتر، قیمت مناسب‌تر و در زمان کوتاه‌تری تولید کنند، که در نهایت باعث افزایش رقابت‌پذیری آن‌ها خواهد شد.
در ادامه برخی از دستورالعمل‌های رایج برای DMLS آورده شده است.

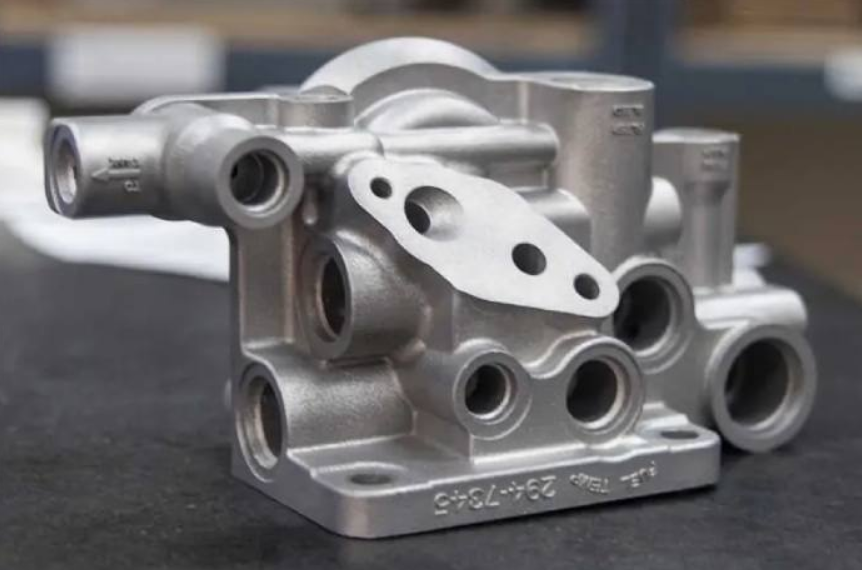
قطعه‌ی ساخته شده از طریق فرآیند DMLS

## اندازه
اندازه قطعه‌ای که می‌توان چاپ کرد، به ابعاد چاپگر مورد استفاده بستگی دارد. با توجه به فناوری‌های فعلی، حداکثر ابعاد ساخت در حدود ۲۲۸ × ۲۲۸ × ۳۰۴ میلی‌متر است. بنابراین، هنگام طراحی قطعه، باید اطمینان حاصل شود که ابعاد آن در محدوده قابل چاپ قرار دارد. 
همچنین، DMLS دارای حداقل عرض تف‌جوشی است که به قطر لیزر بستگی داشته و معمولاً بین ۰.۶ تا ۰.۹ میلی‌متر متغیر است. این مقدار، حداقل اندازه ویژگی خارجی قابل چاپ را تعیین می‌کند. بنابراین، طراحی‌هایی که شامل جزئیاتی با ابعادی کمتر از این مقدار هستند، باید اصلاح شوند یا از آن‌ها اجتناب شود تا چاپ به درستی انجام شود و کیفیت نهایی قطعه حفظ گردد. 

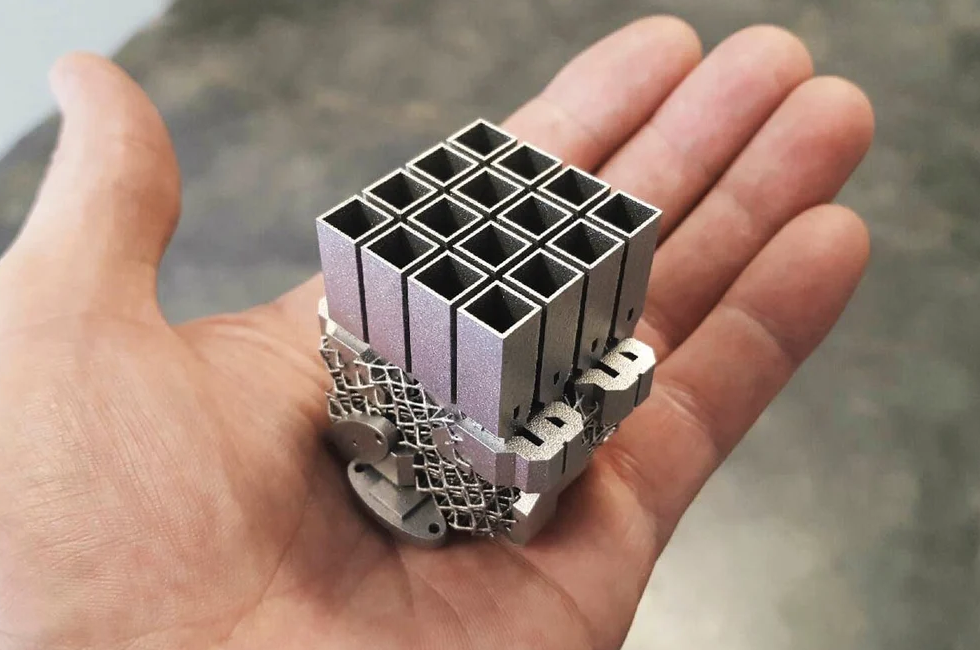
آنتن ماهواره ساخته شده از طریق فرآیند DMLS

## دقت
دقت و زبری سطح قطعه در تف‌جوشی لیزری مستقیم فلز (DMLS) به اندازه دانه‌های پودر فلز بستگی دارد که معمولاً در بازه ۵۰ تا ۱۰۰ میکرومتر قرار می‌گیرد. همچنین، ضخامت هر لایه که بین ۰.۰۲ تا ۰.۰۵ میلی‌متر متغیر است، میزان وضوح در جهت عمودی را تعیین می‌کند.
به همین دلیل، بخش‌هایی از قطعه که نیاز به دقت بالا دارند، باید با در نظر گرفتن تلرانس ۰.۱ تا ۰.۵ میلی‌متر طراحی شوند. پس از چاپ، می‌توان با استفاده از فرایندهای تکمیلی ثانویه مانند ماشین‌کاری یا پرداخت سطحی، دقت موردنیاز را به دست آورد و کیفیت نهایی قطعه را بهبود بخشید. 

## برآمدگی
در تف‌جوشی لیزری مستقیم فلز (DMLS)، بستر پودر نقش تکیه‌گاه را ایفا کرده و قطعات را در جای خود نگه می‌دارد. با این حال، برای بیشتر سطوحی که در زاویه‌ای کمتر از ۴۵ درجه نسبت به بستر پودر قرار دارند، ساختارهای حمایتی به‌طور صریح موردنیاز است. دلیل این امر این است که بستر پودر به‌تنهایی قادر به نگه‌داشتن فاز مایع فلز که در اثر اسکن لیزر ایجاد می‌شود، نیست. علاوه بر این، ساختارهای حمایتی برای جلوگیری از انحنا و اعوجاج پودر ذوب‌شده که در اثر اختلاف دمای بالا رخ می‌دهد، ضروری هستند. به همین دلیل، در مرحله طراحی، بهتر است تا حد امکان از ایجاد بخش‌های معلق با زاویه کمتر از ۴۵ درجه اجتناب شود. مزیت اصلی این کار کاهش مصرف مواد و کاهش نیاز به فرایندهای پس‌پردازش برای حذف ساختارهای حمایتی از قطعه نهایی است.

## ارتفاع
تعداد کل لایه‌های مورد نیاز برای ساخت یک قطعه، به‌طور مستقیم به ارتفاع آن در جهت ساخت بستگی دارد. برای چاپ هر لایه از قطعه در فرآیند چاپ سه‌بعدی مبتنی بر پودر، ابتدا یک لایه نازک و فشرده از پودر با استفاده از غلتک پهن می‌شود. سپس، لیزر بر اساس داده‌های سه‌بعدی وارد شده به دستگاه، مسیر موردنظر را در سطح افقی ردیابی می‌کند. پس از آن، بستر پودر کمی پایین آورده می‌شود تا لایه بعدی روی آن قرار گیرد. از آنجا که این فرآیند برای هر لایه تکرار می‌شود، هرچه ارتفاع قطعه بیشتر باشد، تعداد لایه‌های مورد نیاز افزایش یافته و زمان ساخت نیز بیشتر خواهد شد. بنابراین، طراحی قطعات با ارتفاع کمتر می‌تواند زمان تولید را به میزان قابل توجهی کاهش دهد. برای بهینه‌سازی این فرآیند، باید جهت‌گیری قطعه در بستر چاپ به گونه‌ای باشد که ارتفاع آن در راستای ساخت حداقل شود، تا از افزایش بی‌رویه تعداد لایه‌ها جلوگیری شود.

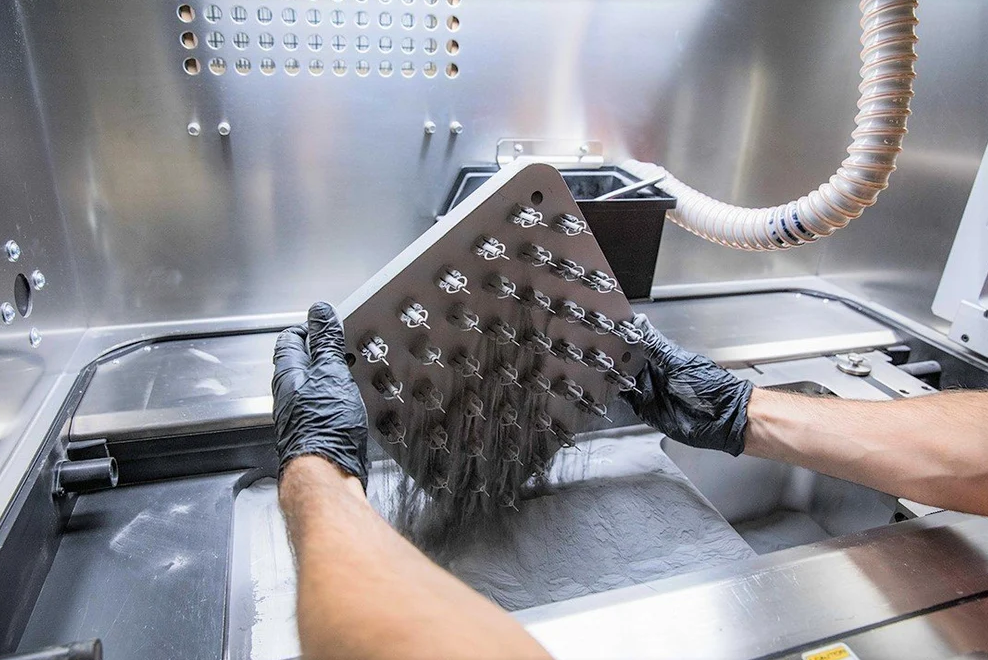
حذف چاپ از پودر

## ناهمسانگردی
جهت اصلی جریان حرارت تولیدشده توسط لیزر در قسمت بالایی، در راستای ساخت است، زیرا بستر پودری که در پایین قرار دارد، به‌عنوان جذب‌کننده اصلی حرارت عمل می‌کند. در فرآیند ذوب مستقیم فلز با لیزر (DMLS)، افزودن لایه‌ای مواد به‌صورت مرحله‌ای و جهت‌گیری مشخص جریان حرارت باعث رشد دانه‌های ریزساختاری در راستای ساخت شده و در نتیجه، خواص مکانیکی در این جهت ناهمگن (ناهمسانگرد) می‌شود. این موضوع باعث می‌شود که ساختار چاپ شده از طریق DMLS دارای خواص ضعیف تری در جهت ساخت است. برای رفع این ناهمسانگردی، می‌توان از فرآیندهای عملیات حرارتی استفاده کرد، اما این روش‌ها نیازمند مصرف انرژی زیاد و هزینه‌بر هستند. بنابراین، توصیه می‌شود که ناهمسانگردی از همان مرحله طراحی در نظر گرفته شود و جهت اعمال بیشترین تنش در ساختار، در صفحه افقی قرار گیرد تا استحکام قطعه بهینه شود.

## پیچیدگی
در ساخت افزایشی با روش ذوب مستقیم فلز با لیزر (DMLS)، پیچیدگی طراحی قطعه تأثیری بر هزینه تولید ندارد. برخلاف روش‌های سنتی که هرچه شکل قطعه پیچیده‌تر باشد، نیاز به ابزارهای خاص و مراحل ساخت بیشتری دارد، در DMLS تنها حجم کلی قطعه و تعداد لایه‌های موردنیاز تعیین‌کننده هزینه و زمان تولید هستند.
یکی از مزایای مهم این روش، حذف نیاز به قالب‌سازی و ابزارهای ویژه است که در روش‌های سنتی برای تولید قطعات ضروری است. اما در مقابل، فناوری‌های ساخت افزایشی مانند DMLS برخلاف تولید سنتی، از صرفه‌جویی در مقیاس بهره نمی‌برند. یعنی تولید تعداد بیشتری از یک قطعه، هزینه ساخت هر واحد را به میزان قابل‌توجهی کاهش نمی‌دهد، زیرا هر قطعه همچنان باید لایه‌به‌لایه ساخته شود. برای بهینه‌سازی هزینه و زمان در این روش، توصیه می‌شود که قطعات با حداقل حجم اضافی طراحی شوند و تنها شامل بخش‌های ضروری باشند. همچنین، بهتر است از طراحی قطعاتی که نیاز به مونتاژ دارند پرهیز شود. با پیشرفت این فناوری، اکنون می‌توان زیرمجموعه‌های پیچیده را به‌صورت یکپارچه چاپ کرد و نیاز به سرهم‌بندی قطعات جداگانه را کاهش داد، که علاوه بر کاهش هزینه، استحکام و دقت قطعه نهایی را نیز بهبود می‌بخشد.

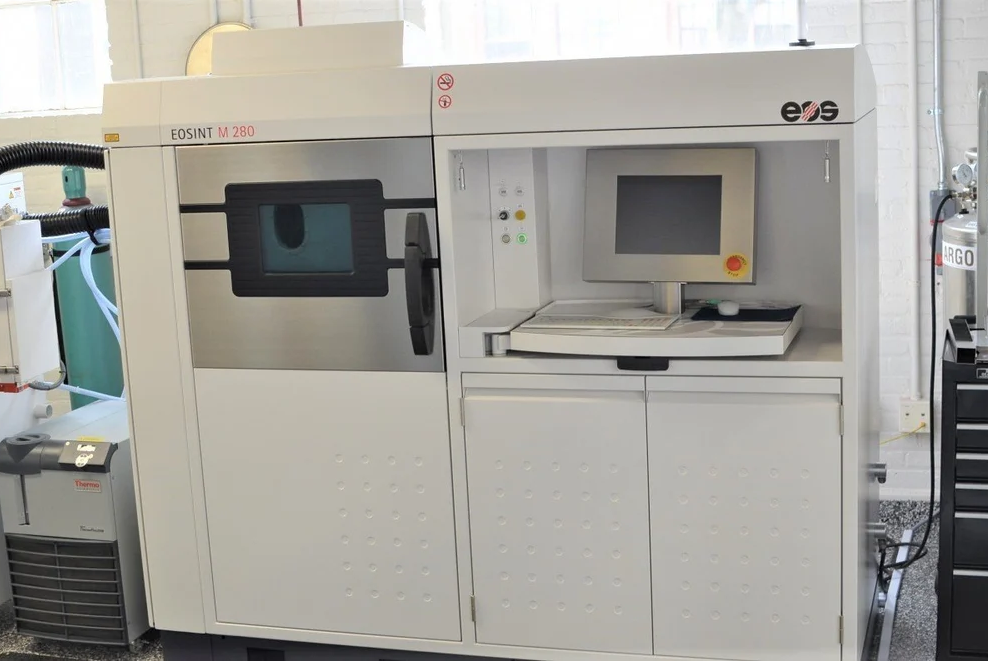
تجهیزات مورد نیاز برای انجام فرآیند DMLS

## مراجع
1. ↑  Hartley, John. "تف‌جوشی لیزری مستقیم فلز | DMLS | تولیدات لیزری". www.laserreorp.com. بایگانی‌شده از نسخه اصلی در ۱۰ سپتامبر ۲۰۱۵. بازیابی‌شده در ۱۴ سپتامبر ۲۰۱۵.
2. ↑  Robert. "قوانین طراحی برای تف جوشی مستقیم لیزری فلزات". دسترسی از: www.3dimpuls.com. بازیابی‌شده در ۱۴ سپتامبر ۲۰۱۵.
3. ↑  Brackett, D., Ashcroft, I., Hague, R. "بهینه‌سازی توپولوژی برای ساخت افزایشی". مجموعه مقالات سمپوزیوم ساخت آزاد، آستین، تگزاس. ۲۰۱۱.
4. ↑  Baumers, M., و همکاران. "برآورد زمان ساخت، مصرف انرژی و هزینه برای تف‌جوشی لیزری مستقیم فلز". مجموعه مقالات بیست و سومین کنفرانس بین‌المللی ساخت آزاد – کنفرانس ساخت افزایشی. جلد ۱۳، ۲۰۱۲.
5. ↑  "مواد فلزی EOS برای ساخت افزایشی". www.eos.info. بازیابی‌شده در ۱۴ سپتامبر ۲۰۱۵.
6. ↑  "دستورالعمل‌های طراحی: تف‌جوشی لیزری مستقیم فلز (DMLS)". بازیابی‌شده در ۱۴ سپتامبر ۲۰۱۵.
7. ↑  "اجزای متحرک، بدون نیاز به مونتاژ: فروشگاه ماشین مدرن". www.mmsonline.com . بازیابی‌شده در ۱۴ سپتامبر ۲۰۱۵.